# Бони Андерсон
Бони Андерсон (енгл. Bonnie Anderson; Мелбурн, 5. септембар 1994) аустралијска је певачица, ауторка песама и глумица. Широј јавности постала је позната након победе у музичкој ТВ емисији Аустралија има таленат 2007. године, када је имала дванаест година. Први сингл под називом Raise the Bar објавила је 2013. године, а 2018. глумила у ТВ серији Комшије у улози Бее Нилсон.

## Биографија
Рођена је 5. септембра 1994. године у Мелбурну. Музиком је професионално почела да се бави након што је 2007. године учествовала у музичком такмичењу Аустралија има таленат. Бони је амбасадорка организације Tip for Change и подржавалац Аланах и Маделин фондације која има за циљ да заштити децу од насиља. До 2014. године забављала се са аустралијским певачем Дин Рејом, а након тога са Рис Мастином, такође певачем.

## Каријера

### 2007—2012: Аустралија има таленат
Бони је први пут привукла пажњу шире јавности када је са дванаест година учествовала на аудицији у првој сезони музичке емисије Аустралија има таленат. Отпевала је песму Fire and Rain и добила велику подршку публике. Бони је касније признала да није била сигурна шта треба да ради на аудицији, и да је позвана да учествује на такмичењу након певања божићних песама у родном граду. У априлу 2007. године проглашена је победницом такмичења Аустралија има таленат и понуђен јој је уговор за снимање албума, али га је Бони одбила и вратила се школовању. Касније је навела да није била спремна да се бави музиком јер је била млада. Годину дана након што је победила у емисији Ја имам таленат, родитељи су јој купили гитару, на којој је одмах почела да свира.

### 2012—2016: Музичка каријера
Године 2012. Бони је обрадила песму Gonna Make You Sweat заједно са аустралијским бендом Justice Crew, а она је била тематска песма музичког такмичења Everybody Dance Now. Дана 8. септембра 2013. године објавила је први сингл под називом . Песма је била педесет и пета на АРИА листи песама у децембру 2013. године, а за њу је снимљен и видео спот 19. новембра 2013. године и објављен три дана касније на сајту Јутјуб. Други сингл под називом Blackout Бони је објавила 13. јуна 2014. године, а он се нашао на двадесет и четвртом месту АРИА листе песама и додељен јој је златни сертификат у Аустралији. Спот за песму објављен је 6. јуна 2014. године. Након тога имала је музичку турнеју по Аустралији, са британским певачем Оли Мерсом. Године 2014. Бони је објавила сингл Rodeo кантри-поп жанра са елементима електронске музике, а песма се није пласирала на музичке листе и убрзо је уклоњена са Ајтјунса. Песму Unbroken Бони је објавила 24. јула 2015. године и она се нашла на шездесет и трећем месту АРИА листе песама. Почетком 2016. сарађивала је у кампањи Leather Look њујоршке компаније Мејбелин, а након тога у фебруару исте године објавила сингл The Ones I Love. Песма је била на четрдесет и трећем месту листе Денс клубских песама, а спот за њу објављен је 26. фебруара 2016. године.

### 2016—данас: Наставак музичке и почетак глумачке каријере
У новембру 2016. године Бони је глумила у мјузиклу Godspell Reimagined. Бони је након тога истакла да увек покушава да ради различите ствари и да се већ опробала у глуми, али је улога у мјузиклу нешто сасвим ново. Почетком 2018. године прошла је на кастингу за ТВ серију Комшије у улози Бее Нилсон. Потписала је двогодишњи уговор, а први пут се у серији појавила 18. маја 2018. године. Године 2019. Бони је номинована за Логи награду у категорији за „Најпопуларнији нови таленат”.
Дана 14. фебруара 2019. године Бони је објавила пет промотивних песама за потребе серије Комшије. Шеста песма под називом Amazing Grace објављена је 7. марта исте године. У априлу 2019. године потписала је уговор са издавачком кућом БМГ мјузик и објавила сингл под називом . Песма је изашла у сарадњи са продукцијском кућом Fremantle Australia, која продуцира серију Комшије. Такмичила се и у музичкој емисији Британија има таленат. У августу 2019. године објавила је сингл Never Be the One.

## Дискографија

### Синглови
| Година | Назив              | Позиција | Позиција | Сертификат     | Албум                    |
| Година | Назив              | АУС      | САД денс | Сертификат     | Албум                    |
| ------ | ------------------ | -------- | -------- | -------------- | ------------------------ |
| 2012   | (Justice Crew и Бони Андерсон) | —        | —        |                | Није ни на једном албуму |
| 2013   | [ 28 ]             | 55       | —        |                | Није ни на једном албуму |
| 2014   |                    | 24       | —        | - АРИА: златни | Није ни на једном албуму |
| 2014   |                    | —        | —        |                | Није ни на једном албуму |
| 2015   |                    | 63       | —        |                | Није ни на једном албуму |
| 2016   | [ 30 ]             | —        | 43       |                | Није ни на једном албуму |
| 2019   | [ 31 ]             | —        | —        |                | Није ни на једном албуму |
| 2019   | [ 32 ]             | —        | —        |                | Није ни на једном албуму |

### Промотивни синглови
| Назив  | Година |
| ------ | ------ |
| [ 33 ] | 2019   |
| [ 34 ] | 2019   |
| [ 35 ] | 2019   |
| [ 36 ] | 2019   |
| [ 37 ] | 2019   |
| [ 38 ] | 2019   |